# Емельяновы
Емельяновы — древний дворянский род Российской империи, разделившийся на две ветви.

## История рода
1. Иван-Ожога и Фёдор Матвеевичи владели поместьем в Вотской пятине (1500). Сын боярский Олябей Емельянов упоминается на свадьбе князя Холмского (1500). Четыре представителя рода владели поместьями в Тверском уезде (1539). Опричником Ивана Грозного (1573) числился Григорий Емельянов[1]. Семён Емельянов — дьяк Приказа Казанского Дворца (1588). Иван Никифорович Емельянов, служил по Курску (1627—1642), написан в курской десятине с поместным окладом, потомство его владело поместьями в Курском и Фатежском уездах. Этот род внесён в VI часть родословной книги Курской губернии (Герб. Часть VII. № 71).
2. Эта ветвь, того же рода, сидела на поместьях в Карачевском уезде. Савва Иванович служил по Новгороду. Внук его служил по Елецкому дворовому списку (1695). Устин Фадеевич, Фёдор Осипович и Иван Кузьмич владели населёнными имениями (1699). Этот род внесён в VI часть родословной книги Воронежской, Тамбовской и Тульской губерний[2].

## Описание герба
В щите, имеющем верхнюю половину голубого, а нижнюю красного цвета, перпендикулярно изображена извившаяся золотая полоса (изм. польский герб Дружина). Щит увенчан дворянским шлемом и короной со страусовыми перьями. Намёт на щите голубой, подложенный золотом. Герб внесён в Общий гербовник дворянских родов Российской империи, часть 7, 1-е отд., стр. 71.

## Известные представители
- Емельянов Никифор — дьяк, воевода на Двине (1609—1610), в Арзамасе (1615—1616)[3].
- Емельянов — штабс-капитан Московского гренадёрского полка. Убит в сражении при Лейпциге (1813), его имя занесено на стену храма Христа Спасителя.
- Емельянов Аркадий Иванович — капитан С-Петербургского гренадёрского полка, смертельно ранен при взятии Парижа (18 марта 1814), его имя занесено на стену храма Христа Спасителя в г. Москве[4].
- Емельянов Николай Филиппович — российский командир эпохи наполеоновских войн, генерал-майор.